# Peinture espagnole

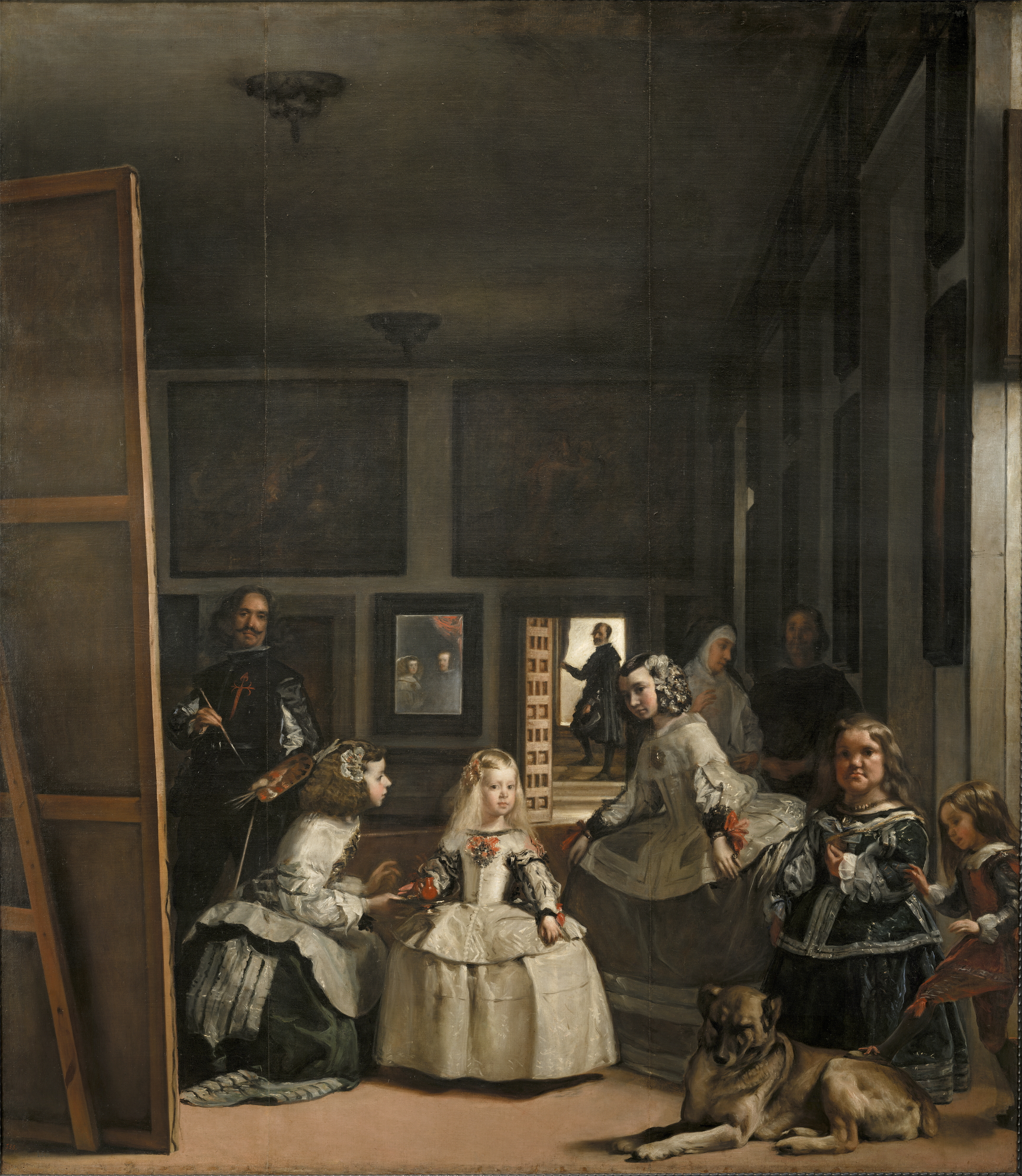
Les Ménines, de Diego Velázquez.

La peinture en Espagne est toute la production picturale de ce pays depuis les premières représentations des peintures rupestres du paléolithique, en particulier dans la grotte d'Altamira (vers 14000 av. J.-C.) à l'art contemporain, dont l'une des figures principales est Pablo Picasso.

## Préhistoire

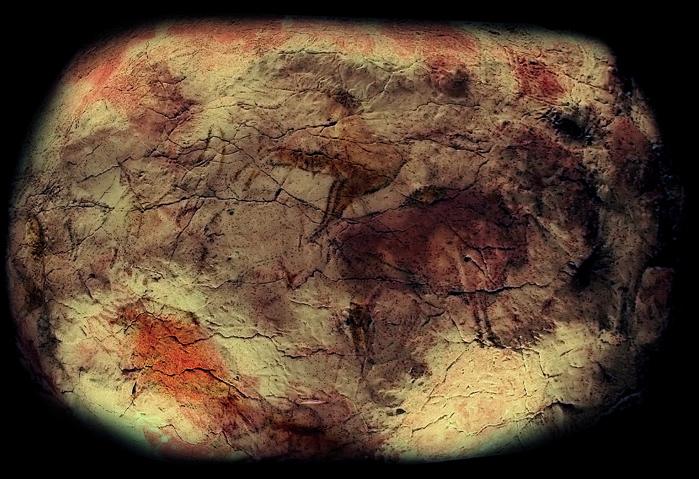
Peintures rupestres d'Altamira.

En Espagne, on trouve l'un des chefs-d'œuvre de la peinture du paléolithique dans la grotte d'Altamira. Ces peintures, découvertes en 1879, sont le premier ensemble pictural préhistorique de grande extension connu à l'heure actuelle. Une telle découverte détermine que l'étude de la grotte et sa reconnaissance soulève une grande polémique autour des conceptions acceptées dans la science préhistorique.
Le réalisme de ses scènes a provoqué, au début, un débat autour de son authenticité. Sa reconnaissance comme œuvre artistique réalisée par des hommes du paléolithique est un long processus qui aidera à définir les études sur la Préhistoire.
L'ensemble des grottes est actuellement reconnu comme patrimoine mondial de l'humanité de l'Unesco.

## Moyen Âge
Le Moyen Âge espagnol est l'un des plus riches d'Europe, avec les deux grands courants : l'art roman et l'art gothique.

### Art roman
En Espagne, on ne connaît aucun vitrail peint avant le XIIIe siècle ; en revanche, plusieurs peintures murales de style roman et d'autres peintures sur table ont été recensées depuis le XIe siècle, ainsi que des miniatures de codex de dates antérieures. Ces miniatures continuèrent d'être produites au cours du XIIe siècle sans grande différence, si ce n'est une meilleure technique de dessin et une diminution de l'ornementation fantastique, ainsi qu'on peut l'observer dans le livre des Testaments de la cathédrale San Salvador d'Oviedo et dans d'autres codex de ce siècle.
De nombreuses peintures murales romanes ont survécu et restent notables :

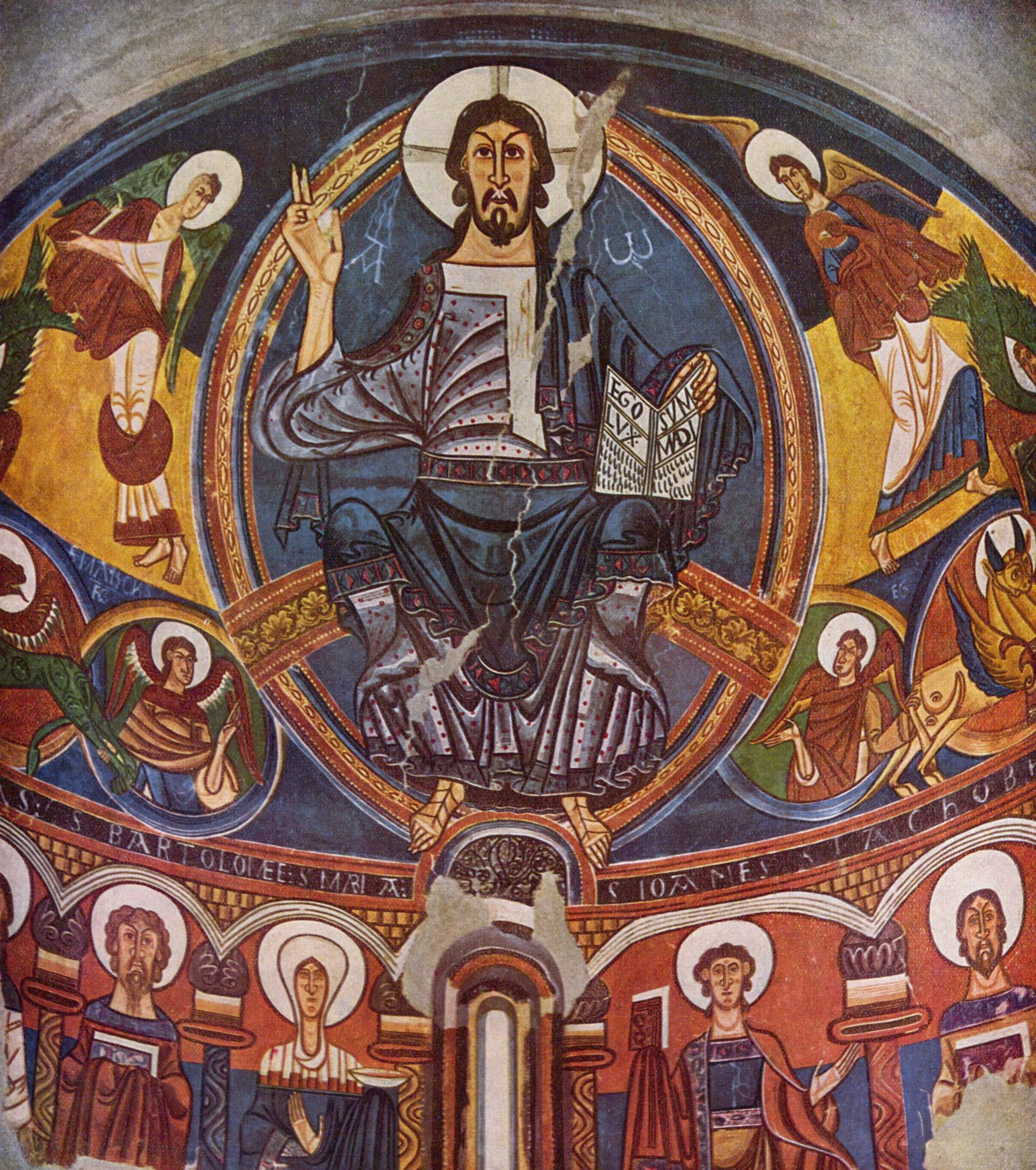
Fresque dans l'abside de Saint-Clément de Taüll.

- en Catalogne, les peintures absidales d'une église appartenant à un monastère de l'époque, telles que :
  - dans le monastère de Santa María de Mur
  - dans le monastère Sainte-Marie d'Àneu
  - dans les églises de Sant Climent de Taüll et Sainte-Marie de Taüll
  - dans le monastère Saint-Pierre du Burgal
  - dans l'Église Sant Quirze de Pedret
  - la mosaïque du monastère de Ripoll
- en Castille-et-León
  - les temperas qui emplissent les murs de l'ermite de San Baudelio à Casillas de Berlanga (es) représentant des épisodes évangéliques et des parties de chasse
  - celles qui décorent le panthéon des rois à León, avec ses scènes évangéliques, signes du zodiaque et autres éléments ornementaux
  - les figures de l'église Cristo de la Luz à Tolède
- en Galice et en Asturies
  - celles de Santa María de Mellid (La Corogne)
  - celles de la Chambre sainte d'Oviedo (début du XIIIe siècle)
- en Aragon
  - dans les églises romanes du diocèse de Jaca, aujourd'hui conservées dans le musée diocésain de Jaca
  - dans l'église des Saints Julien et dans la basilique de Bagüés (Saragosse)
  - dans l'église de Saint-Jean Baptiste de Ruesta (Saragosse)
  - dans l'église de l'Assomption de Navasa (Huesca)

Les peintures sur panneau peuvent être admirés dans plusieurs parements d'autels ou retables appartenant aux XIe, XIIe et XIIIe siècles et qui sont conservés dans les musées de Vic, Barcelone et Lérida. Elles ont souvent un médaillon ou un compartiment avec une image de Jésus-Christ en majesté, c'est-à-dire assis de face avec le geste de bénédiction et à ses côtés d'autres compartiments avec plusieurs scènes de la vie du saint patron de l'église ou des figures des apôtres. On conserve également des coffrets ou regards (ou des fragments de ceux-ci) avec des peintures, comme l'ancienne arche-sepulture de Saint Isidore, faites de bois et recouvertes de cuir peint, dans le palais épiscopal de Madrid et dont les peintures représentant le saint datent de la fin du XIIIe siècle et peuvent être encore considérées comme romano-gothiques de transition.

### Gothique

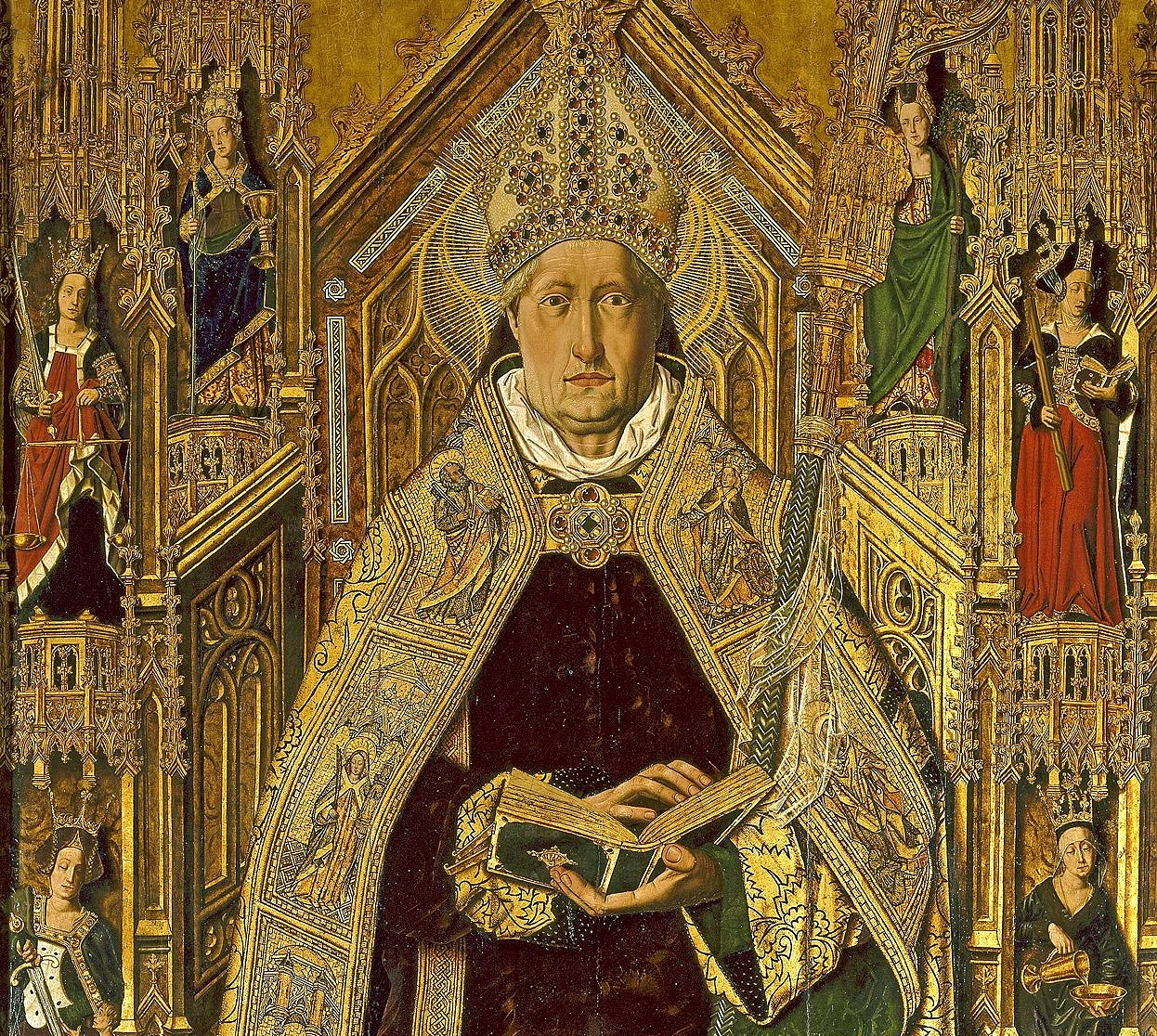
Détail de Saint Dominique de Silos de Bartolomé Bermejo.

La peinture gothique en Espagne se développe en quatre phases.
Du style gothique linéaire ou francogothique, on note des vitraux, tels que ceux de la cathédrale de León. Des fresques murales ont survécu dans certaines églises, de même que des peintures sur table. Le travail de miniaturiste est remarquable, le chef-d'œuvre étant les miniatures illustrant le codex de l'Escurial de les Cantigas.
Pendant le style italogothique ou trécentiste (seconde moitié du XIVe siècle), l'école siennoise est la plus influence auprès de la , au même titre que l'école florentine dans le royaume castille-et-léonais. Lors de cette phase, les peintres catalans sont les plus notables : Ferrer Bassa, Ramon Destorrents et les frères Jaume, Joan et Pere Serra.
Entrée dans le XVe siècle, l'Espagne adhère au style international avec des auteurs tels que les catalans Lluis Borrassà et Bernat Martorell ainsi que Dello di Niccolò Delli et Nicolás Francés en Castille.
Le style flamand arrive en Espagne vers le milieu du XVe siècle avec diverses écoles régionales : Lluís Dalmau et Jaume Huguet en Catalogne ; Jaume Baçó Escrivà et Juan Rexach à Valence ; Bartolomé Bermejo en Aragon et Jorge Inglés et Fernando Gallego en Castille.

## Renaissance

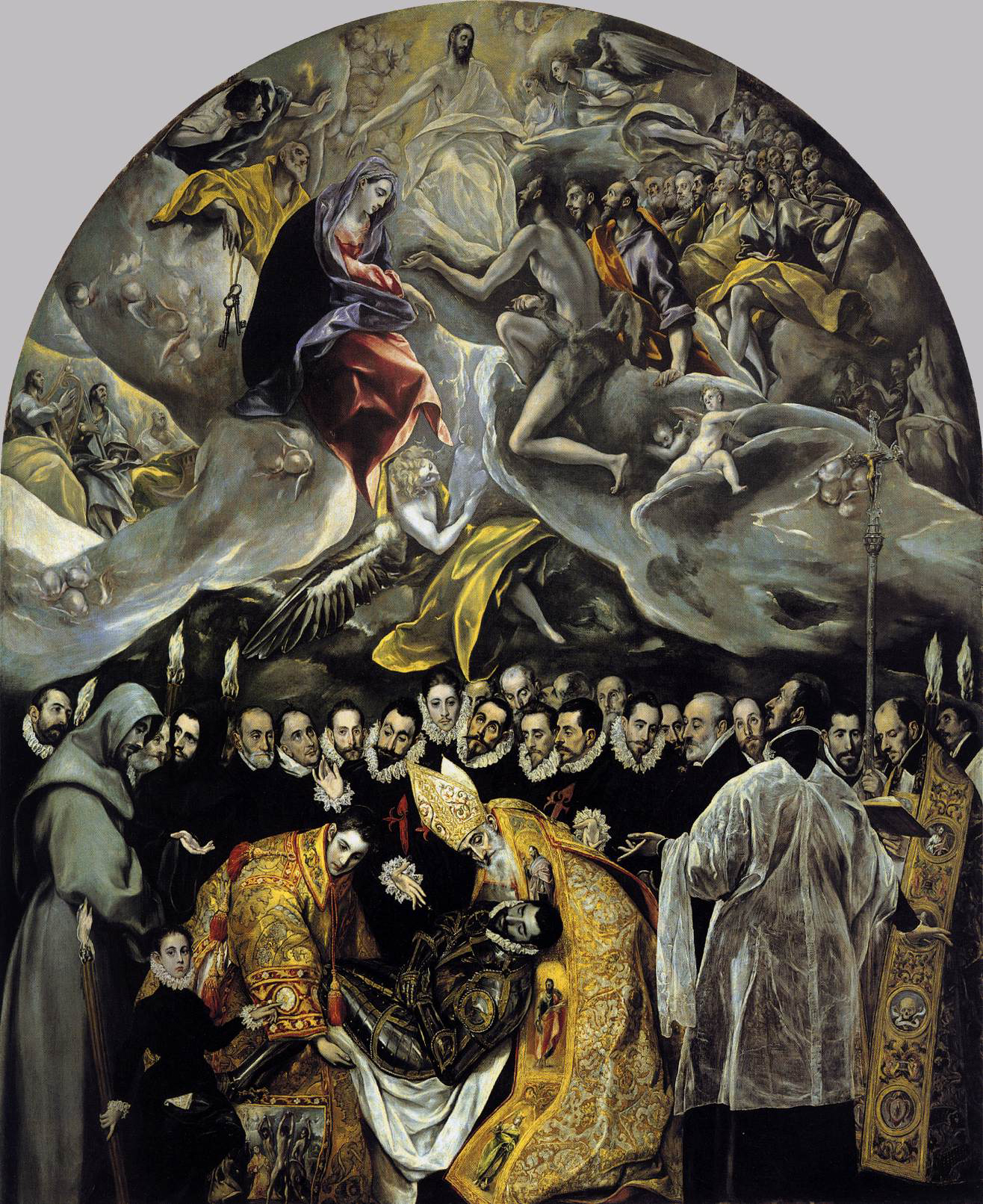
L'Enterrement du comte d'Orgaz, du Greco.

La peinture de la Renaissance en Espagne commence à Valence avec les peintres Fernando Yáñez de la Almedina et Hernando de los Llanos, influencés par Léonard de Vinci, et par Juan de Juanes, influencé lui par Raphaël.
Apparaissent ensuite en Castille les peintres Juan de Flandes et Pedro Berruguete, tandis que le fils de ce dernier, Alonso Berruguete, est déjà un peintre maniériste. L'extremeño Luis de Morales (1509-1586), appelé « el Divino » (« le Divin ») s'inscrit lui aussi dans ce mouvement. Sont également notables Juan Correa de Vivar et Pedro Machuca à Tolède et Alejo Fernández en Andalousie.
À l'époque de Philippe II, l'influence vénitienne marque Juan Fernández de Navarrete, appelé « el Mudo » (« le Muet », 1526–1579). À sa cour, le portraitiste Alonso Sánchez Coello (1531–1588) et son disciples Juan Pantoja de la Cruz (1553–1608) se font remarquer.

### Le Greco et Pacheco
Les deux maîtres de la Renaissance espagnole sont Le Greco et Francisco Pacheco.
Le premier, de son vrai nom Domenico Theotocopuli, est originaire de Crète mais est considéré comme un peintre espagnol. Il est le principal représentant de la peinture espagnole du XVIe siècle et de toute la Renaissance. Il a peint à Tolède, où il vivait, ses œuvres les plus importantes.
Le second est un peintre maniériste et baroque primitif. Il est le maître de Diego Vélasquez (« le peintre des peintres ») et l'ami du Greco.

## Le baroque

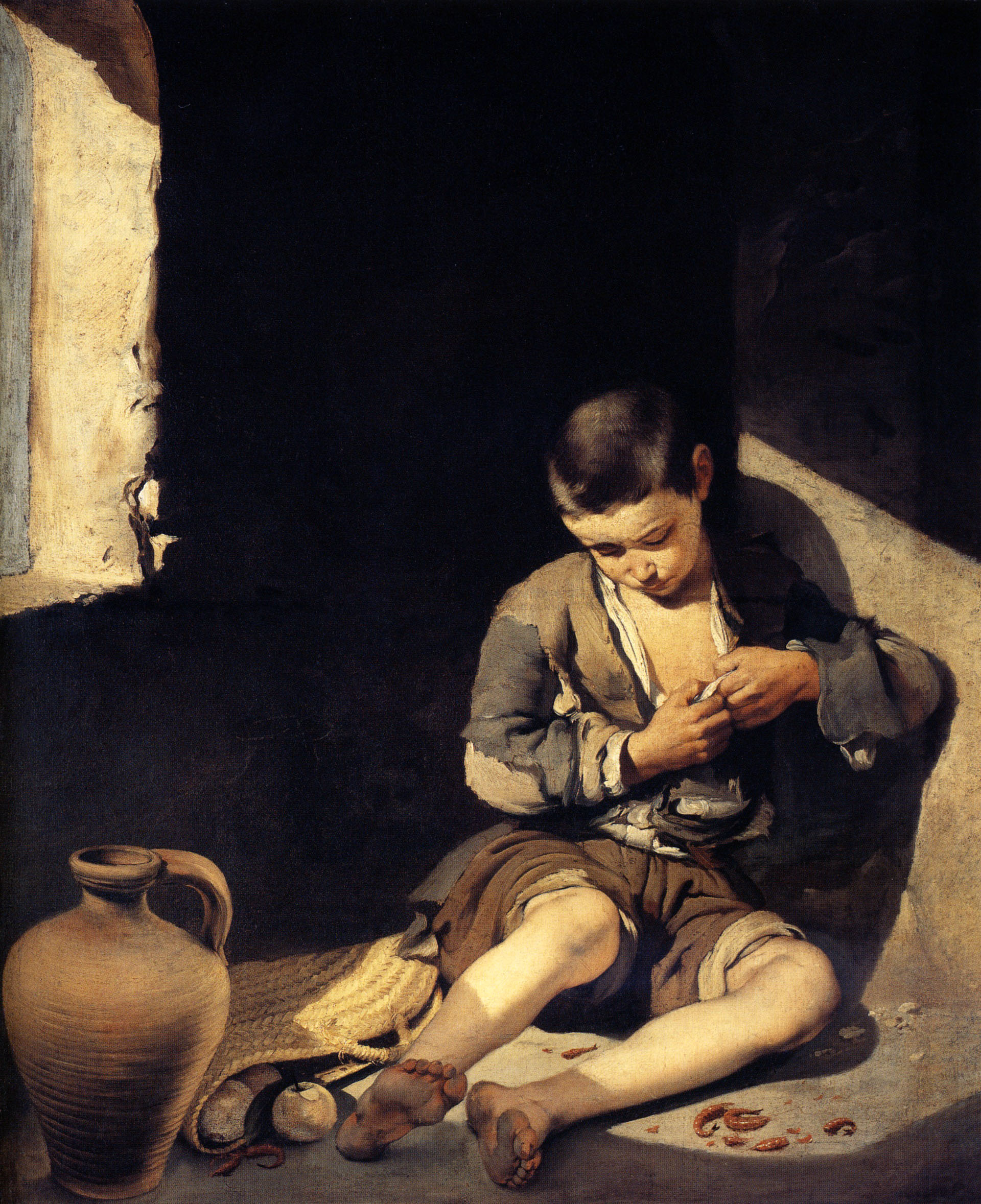
Le Mendiant ou Le Jeune Mendiant, Bartolomé Esteban Murillo, vers 1650.

L'époque baroque représente en Espagne l'apogée aussi bien de l'activité picturale que dans tous les arts : on la connaît ainsi sous l'appellation de siècle d'or espagnol. La peinture baroque en Espagne se caractérise par les natures mortes et les portraits, et par le grand nombre d'artistes actifs et d'intérêt. Le plus grand représentant de ce mouvement est Diego Vélasquez, génie de la lumière et de l'obscurité et principal portraitiste de l'époque ; il est considéré comme l'un des tout meilleurs peintres, aussi bien de son époque que de tous les temps — on le définit parfois comme le « peintre des peintres. »
D'autres peintres de cette époque sont remarquables, tels que Bartolomé Esteban Murillo, spécialisé dans la représentation de ses sujets contemporains avec un grand réalisme.
Les principaux représentants de la peinture religieuse sont Francisco de Zurbarán et José de Ribera, auteurs d'un grand ténébrisme, typique de l'époque.

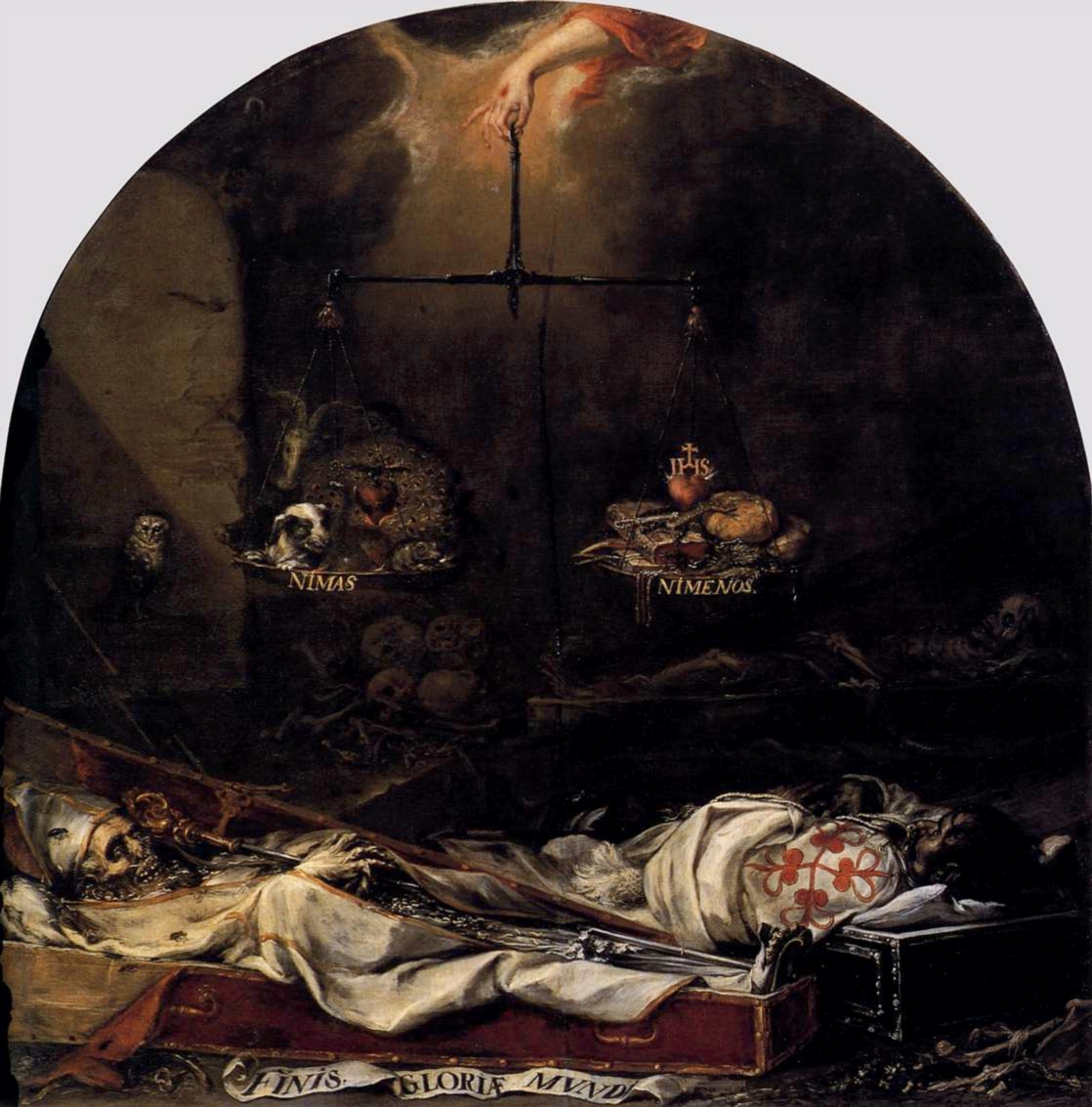
Finis Gloriae Mundi de Juan de Valdés Leal.

Parmi les portraitistes, outre Vélasquez, les plus importants sont :
- Juan Carreño de Miranda, deuxième meilleur portraitiste de l'époque ;
- Claudio Coello, peintre de cour et dernier grand peintre du baroque ;
- Alonso Cano, peintre de cour de Gaspar de Guzmán, comte d'Olivares et ami de Vélasquez.

Francisco Herrera el Viejo et Francisco Herrera el Mozo sont des peintres renommés au style propre. Le premier est le père du second et maître d'Alonso Cano et Diego Velázquez. Il est l'un des peintres qui ont fait la transition entre le maniérisme et le baroque, mouvement qu'il a contribué à impulser. Le second est parti étudier très tôt en Italie, mais à son retour il est surtout devenu le coprésident de l'Académie de Séville, présidée par Murillo.
Autres peintres à considérer :
- Francisco Rizi
- Juan de Valdés Leal
- Juan van der Hamen
- Mateo Cerezo

## XVIIIesiècle

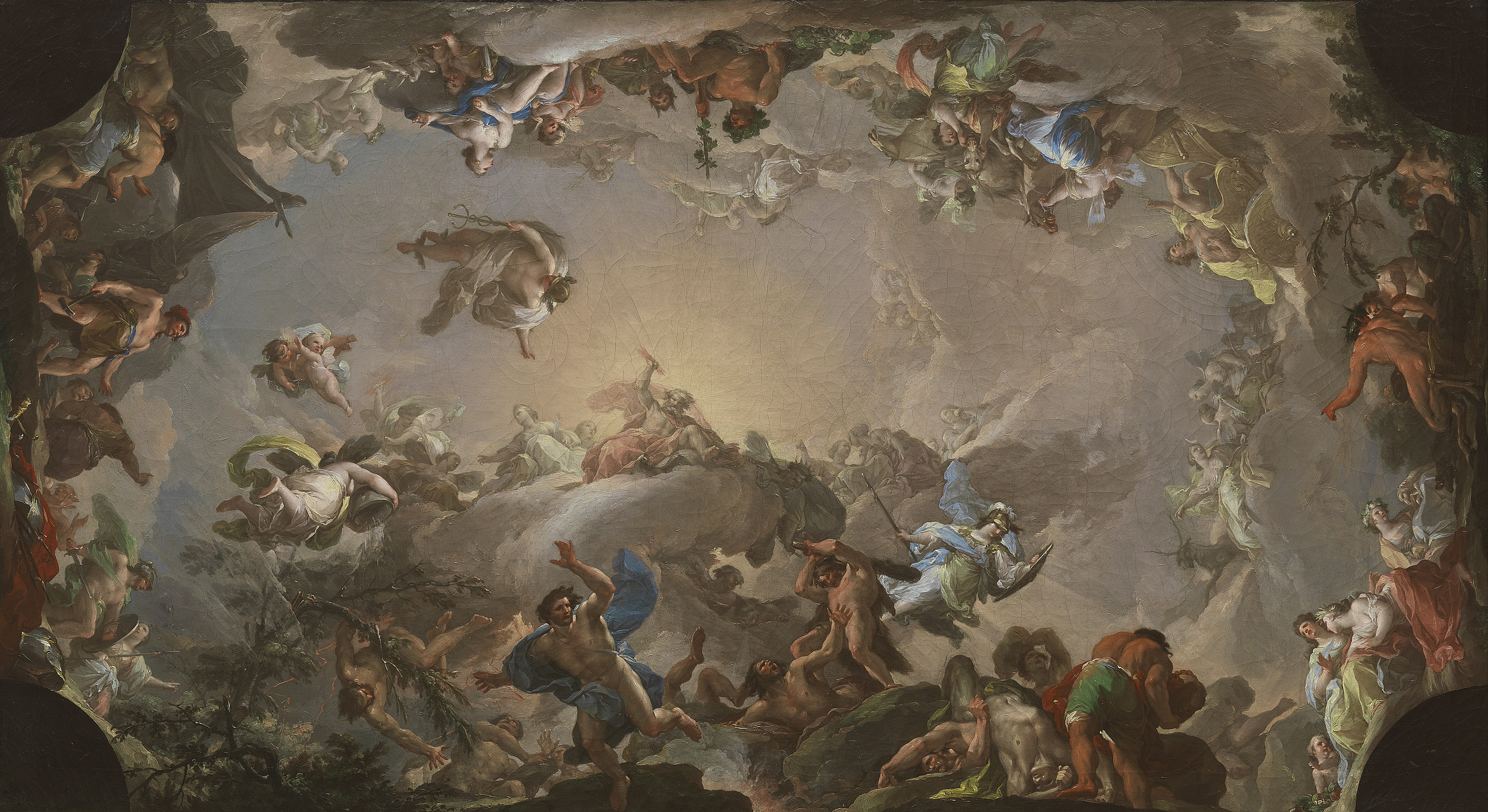
El Olimpo: batalla con los gigantes (esquisse de Francisco Bayeu, 1764).

Pratiquement tout le XVIIIe siècle espagnol est dominé par la présence d'artistes étrangers, beaucoup d'entre eux cultivant encore un style baroque : Corrado Giaquinto, Louis-Michel van Loo, Jacopo Amigoni, Giambattista Tiepolo et Anton Raphael Mengs, avec qui arrive le néo-classicisme.
Sous l'influence de Mengs, des peintres espagnols émergent, tels que Mariano Salvador Maella (1739–1819), Francisco Bayeu y Subías et ses frères Manuel et Ramón, ainsi que José del Castillo.
Luis Egidio Meléndez, né à Naples, fait pratiquement toute sa carrière à Madrid. Il est considéré comme l'un des meilleurs peintres de nature morte du XVIIIe siècle. Malgré sa réputation, il connaît une grande misère. Luis Paret, qui développe un style personnel, crée une école de peinture à Puerto Rico. Il travaille autant les paysages que les scènes d'intérieur.

Tres de mayo (Francisco de Goya, 1814).

Vers la fin du XVIIIe siècle l'un des génies de la peinture espagnole commence sa carrière : Francisco de Goya. Il s'inscrit principalement dans le mouvement rococo mais expérimente dans tous les mouvements de son époque : le néo-classicisme et le préromantisme, mais conserve un style très personnel, certaines œuvres étant inclassables.

## XIXesiècle

### Néoclassicisme et romantisme
Le début du siècle est dominé par Goya et ses œuvres inspirées de la Guerre d'indépendance espagnole. Son suiveur le plus notable est Eugenio Lucas Velázquez.
La peinture officielle des XIXe et XXe siècles s'identifie à l'art académique, les conventions néo-classiques devenant ainsi prédominantes pendant toute la période. La rupture causée par le romantisme français d'Eugène Delacroix est moins influente en Espagne, où il semble difficile de faire plus disruptif que Goya, désormais pleinement accepté. Cependant, les peintres de la première génération du XIXe siècle développent des traits propres au néoclassicisme, comme c'est le cas de José de Madrazo (1781–1859). La génération suivante, à laquelle appartient le fils de ce dernier, Federico de Madrazo (1815–1894), est plutôt étiquetée « romantique », voire « réaliste » ; parmi eux, on peut citer : Jenaro Pérez Villaamil, Antonio María Esquivel et Valeriano Domínguez Bécquer.

### Réalisme,costumbrismo, préciosité et peinture d'histoire

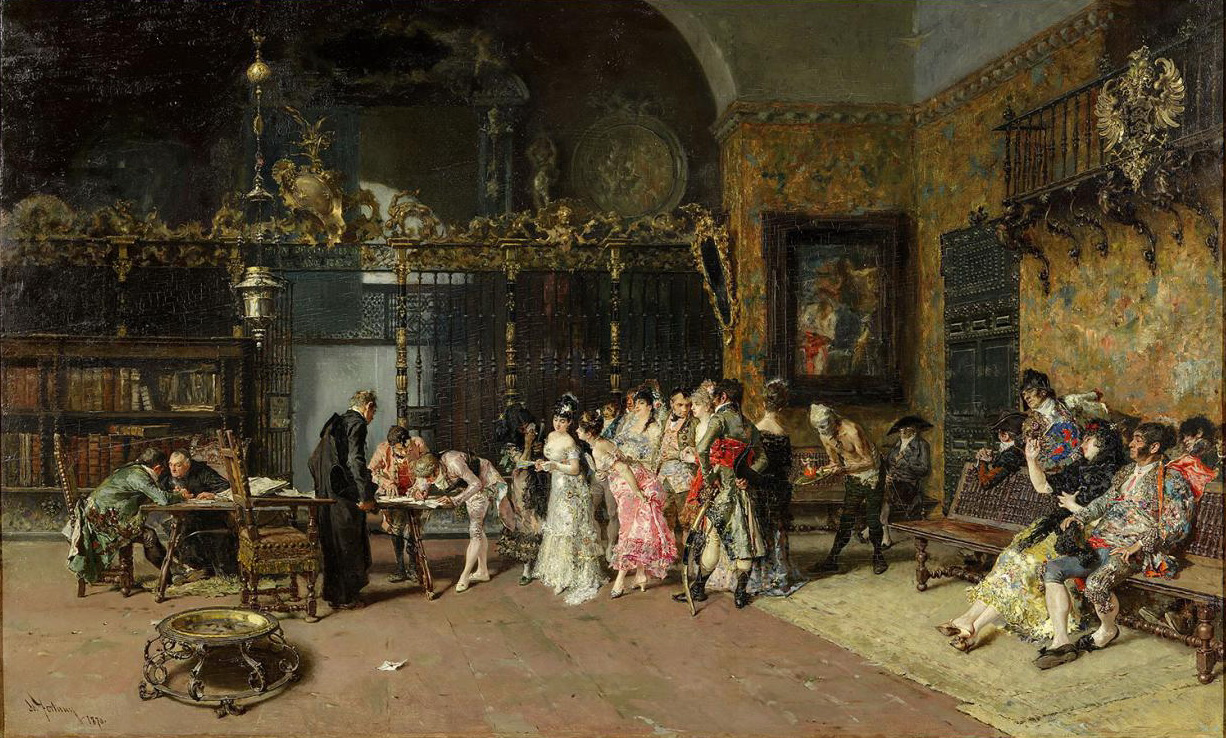
La vicaría, de Marià Fortuny (1870).

En plus de Federico de Madrazo et des générations suivantes de cette famille, de laquelle Marià Fortuny (1838-1874, peintre qui représente l'élégance artistique typique de l'académisme et récupère le genre de la peinture de bataille, qui a connu un grand développement à l'époque baroque) est très proche, on qualifie de réalistes les peintres de la seconde moitié du XIXe siècle tels que Eduardo Rosales (1836–1873), qui cultive la peinture d'histoire. Ce genre, développé par de nombreux autres peintres, est particulièrement privilégié par les commandes institutionnelles et les concours académiques au cours de ce siècle. Avec sa diffusion publique, on souhaite construire une vision de l'histoire nationale espagnole. D'autres peintres sont associés au réalisme, tels que Ramón Martí Alsina (1826-1894) et Carlos de Haes (1826–1898).

### Impressionnisme et postimpressionnisme

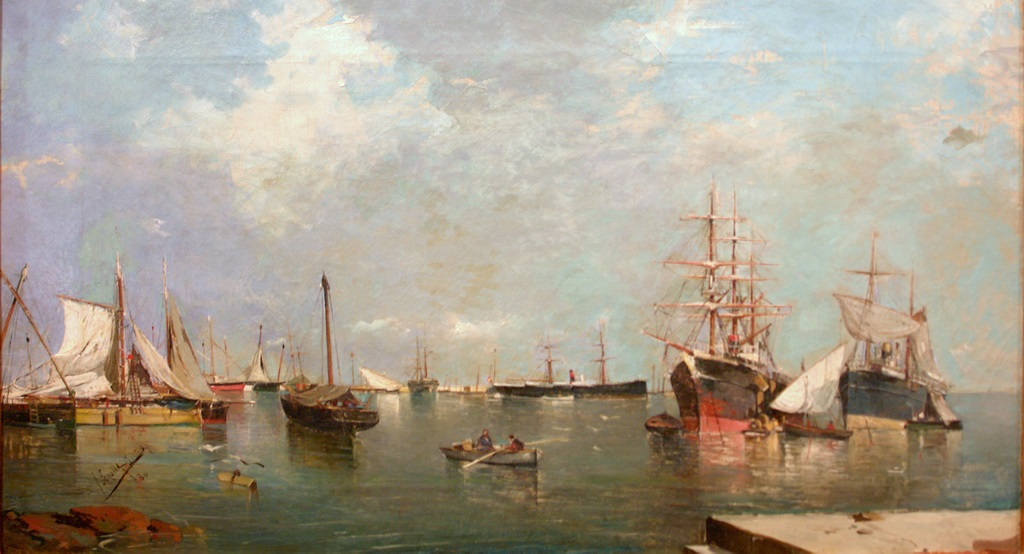
Marina, de Joaquín Sorolla (1880).

L'impressionnisme espagnol est une étiquette de définition problématique, mais on identifie avec elle des peintres tels qu'Agustín Riancho (es) (1841–1929), Aureliano de Beruete (1825–1912) et Darío de Regoyos (1857–1913).
Vers la fin du siècle, plusieurs peintres s'adonnent à une peinture régionaliste :
- Joaquín Sorolla, né à Valence (1863–1923), le plus important représentant de l'impressionnisme espagnol tardif, se caractérise par deux thèmes les plages et les scènes de genre à l'air libre.
- Castelao, né en Galice (1886–1950), important écrivain, penseur et peintre espagnol et symbole du nationalisme galicien, est notable pour son réalisme.
- Valentín de Zubiaurre (es), né au Pays basque (1879–1963).
- Ignacio Zuloaga, également basque (1870–1945), peintre de paysage castillan très réaliste, produit des tableaux crus et dramatiques.
- Les Andalous Manuel Gómez-Moreno González et son ami Francisco Muros Ubeda (es) reproduisent la vie intime de la classe moyenne et artisane, ainsi que des paysages romantiques comme l'Alhambra de Grenade.

## XXesiècle

### Modernisme

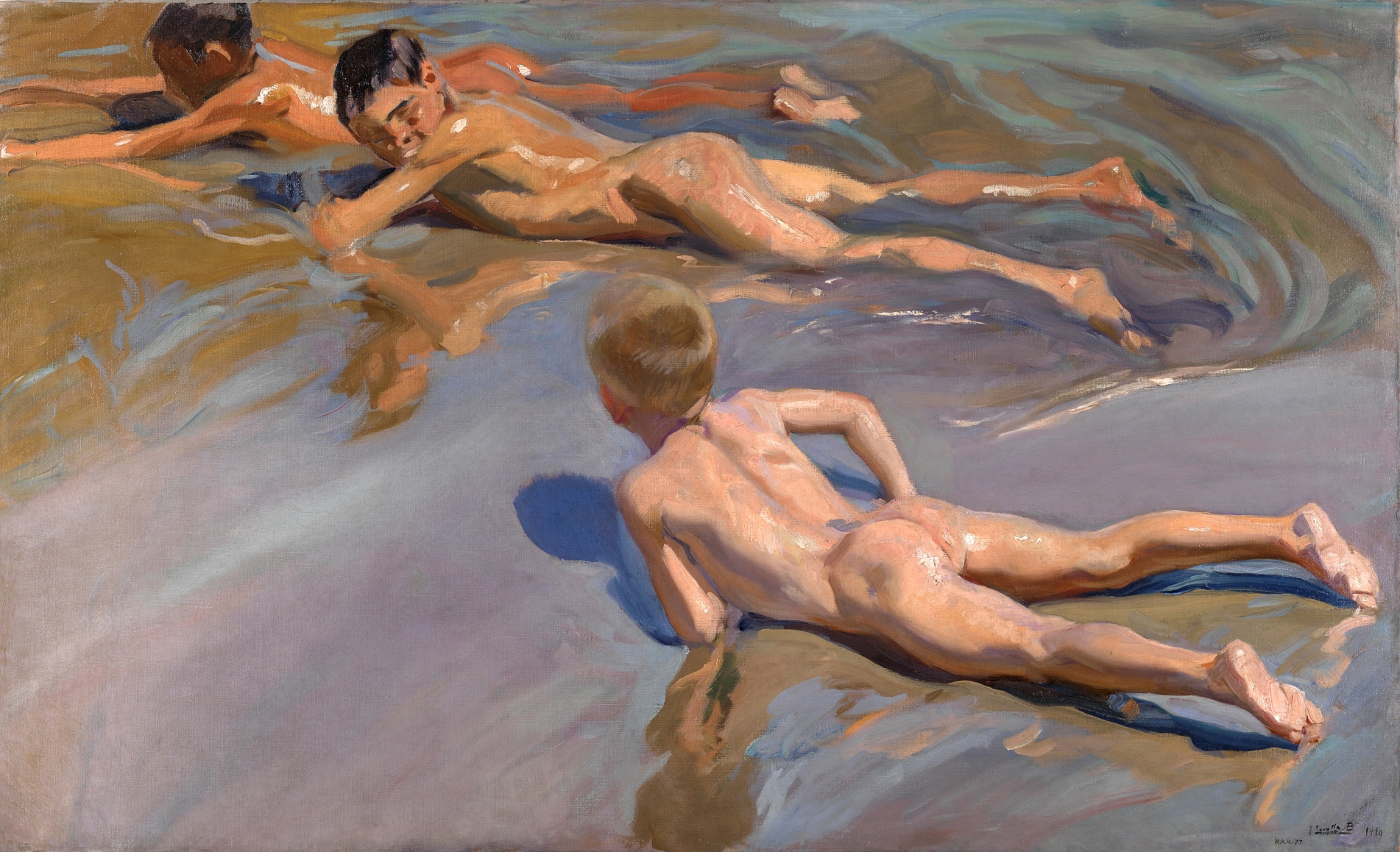
Enfants à la plage (1910), de Joaquín Sorolla.

Au cours de la transition entre le XIXe et le XXe siècle, plusieurs peintres proches du monde culturel de Barcelone se sont distingués en Espagne, en particulier le groupe qui se réunissait au célèvre cabaret d'Els Quatre Gats, situé au rez-de-chaussée de la Casa Martí, œuvre de l'architecte Josep Puig i Cadafalch.
Artistes notables du modernisme espagnol :
- Santiago Rusiñol (1861–1931), en plus d'être peintre, il compose des pièces de théâtre, est acteur de théâtre et écrit des romans ;
- Ramon Casas (1866-1932), reconnu pour ses affiches, ses portraits de personnalités catalanes et ses tableaux exposés à l'Exposition universelle de 1900, à Paris ;
- Antoni Utrillo (es) (1867–1944), très lié au monde catalan, propose un style moderniste très personnel ; il est connu pour ses portraits et ses affiches ;
- Joaquín Sorolla (1863–1923), le plus important peintre et artiste graphique espagnol de l'époque. Il est l'un des plus prolifiques, avec plus de 2 200 œuvres enregistrées.
- Sont également notables les artistes Isidre Nonell (1873–1911), Joaquim Mir (1873–1940) ou Néstor Martín-Fernández de la Torre (1887–1938).

### Novecentismo

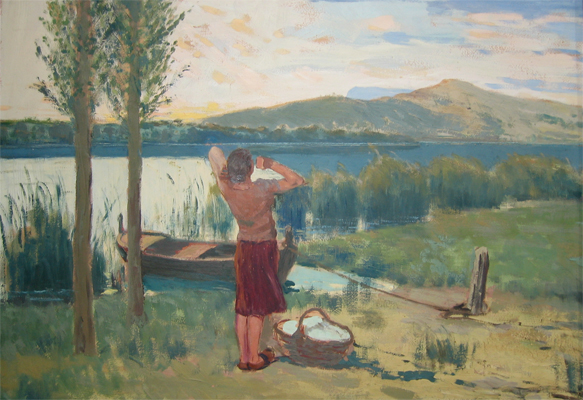
Noia estirant-se [Fille s'étirant] (1916), huile sur toile de Joan Llimona.

Le noucentisme apparaît au début du XXe siècle comme un sous-genre du modernisme. Le terme est trouvé par l'écrivain Eugenio d'Ors, et le mouvement a une grande importance en Catalogne. Comme le modernisme, le noucentisme essaie de diffuser la culture catalane. Il contient de nombreuses charactéristiques du modernisme, comme le fait qu'un artiste devrait cultiver davantage une expression artistique. Il est difficile de distinguer les peintres du noucentisme et du modernisme, car de nombreuses œuvres sont très similaires.
Les artistes les plus notables :
- Hermen Anglada Camarasa (1871–1959) ;
- Ramon Casas (1866–1932) ;
- Joan Llimona (1860-1926).

### Cubisme

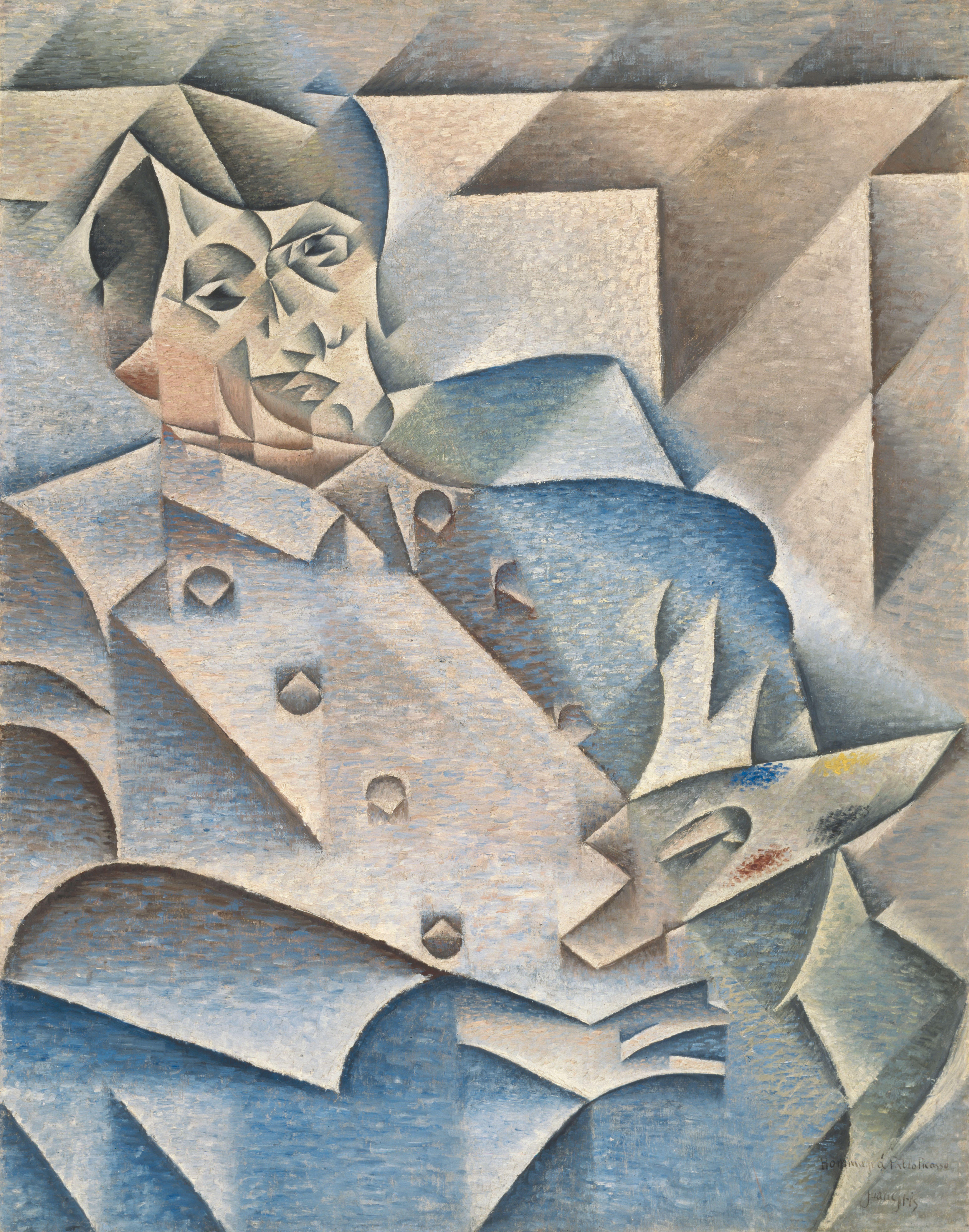
Portrait de Pablo Picasso par Juan Gris.

Ce nouveau mouvement naît en France de la main de trois artistes : le Français Georges Braque et deux Espagnols : Pablo Picasso et Juan Gris.
Le cubisme traite les formes de la nature au moyen de figures géométriques, représentant toutes les parties d'un objets sur un même plan. Il es considéré comme un mouvement d'avant-garde, car il romp avec un principe important en vigueur depuis la Renaissance : la perspective.
Parmi tous les cubistes, sont notables les deux Espagnols :
- Pablo Picasso, l'un des artistes les plus influents de l'histoire et l'un des grands maîtres du XXe siècle. Sa carrière artistique se divise en plusieurs étapes : la période bleue (1901-1904), la période rose (1904-1906) ; sa période cubisme se développe entre 1907 et 1914.
- Juan Gris, grand diffuseur du cubisme et l'un des grands maîtres avec Picasso. Il fait sa première apparition collective au Salon des indépendants de 1911. D'autres styles ont dérivé du cubisme, comme le « purisme » et l'« orphisme ».

Vers les années 1920, les artistes de la première avant-garde utilisent un style connu sous le nom de néo-cubisme (es).

### Surréalisme

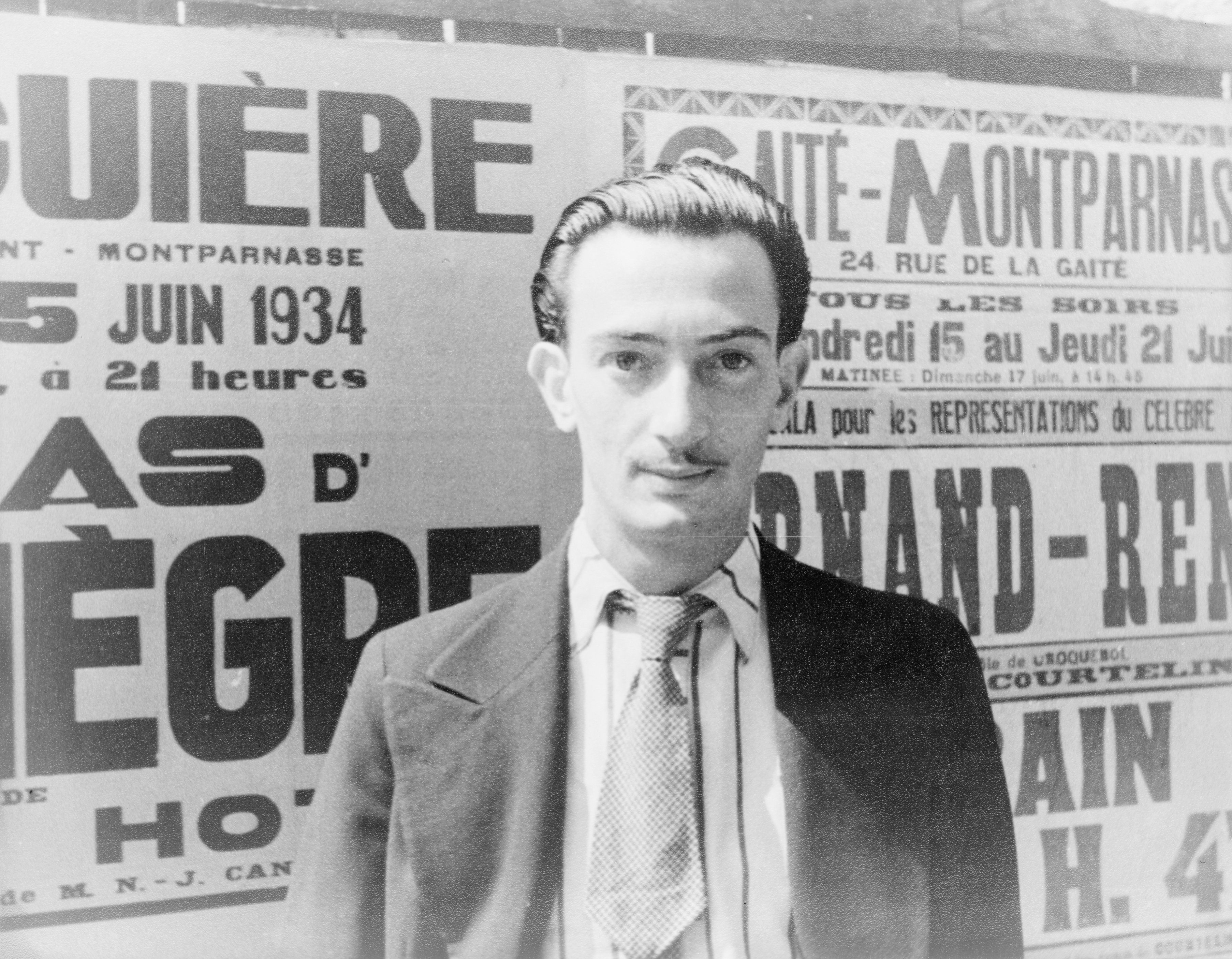
Salvador Dalí en 1934.

Le surréalisme est apparu en Espagne vers les années 1920, non pas dans son aspect purement avant-gardiste, mais mêlé à des accents symbolistes et de peinture populaire. Au cours des premières décennies de ce siècle, l'œuvre de deux des trois peintres espagnols les plus universels du siècle s'est développée, le troisième étant Picasso avec son surréalisme néo-cubiste maximal.
- Salvador Dalí (1904-1989) : comme Picasso, il est un peintre très célèbre du XXe siècle ; comme lui, il est né en Espagne mais a fait une partie importante de sa carrière en France. Dalí est le principal représentant du surréalisme.
- Joan Miró (1893-1983) : suiveur de Dalí et Picasso, son style relève plus d'une forme d'abstraction du surréalisme, dont sont particulièrement notables ses collages et sculptures. Miró a exprimé son souhait d'abandonner les méthodes de peinture conventionnelles, cherchant à « les tuer, les assassiner ou les violer » (selon ses propres mots), afin de favoriser une forme d'expression contemporaine.
- Remedios Varo (1908-1963) : est sans aucun doute l'une des plus grandes représentantes de la peinture surréaliste espagnole.
- Antonio Saura (1930-1998) : avec Remedios Varo, il fait partie du canon artistique espagnol et est une figure clé de la peinture du XXe siècle.

Les peintres des îles Canaries, Óscar Domínguez, inventeur d'une technique propre de décalcomanie, et Juan Ismael appartiennent également à ce mouvement.
Sont également à noter : Maruja Mallo, José Moreno Villa et Aurelio Suárez (es). D'autres peintres tels que José Caballero et Benjamín Palencia ont également eu une période surréaliste.

### Pop art
En Espagne, le pop art est étudié en association avec la nouvelle figuration qui a émergé à la suite de la crise de l'art informel. Eduardo Arroyo pourrait être inclus dans cette tendance en raison de son intérêt pour l'environnement et de sa critique de notre milieu culturel, en utilisant des icônes des médias de masse et de l'histoire de la peinture, et en raison de son mépris manifeste pour tout style établi. Celui qui peut être considéré comme le plus authentiquement Pop est Alfredo Alcaín, en raison de l'utilisation qu'il fait des images populaires et du vide qu'il confère à ses compositions.

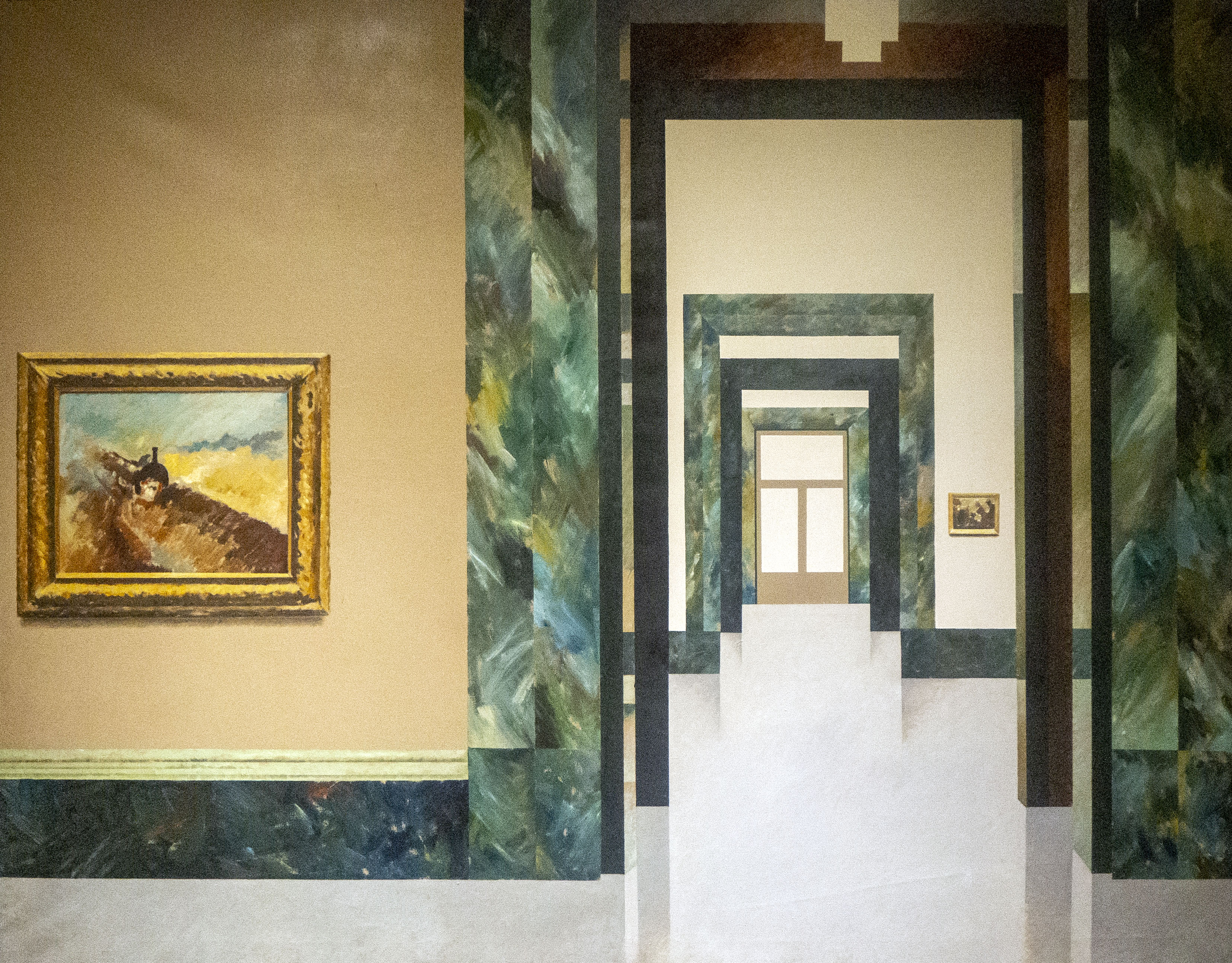
Equipo Crónica, Turner y la National Gallery (1980).

De même, l'Equipo Crónica et Estampa Popular, collectifs cofondés notamment à Valence par Rafael Solbes, Manolo Valdés et Juan Antonio Toledo en raison de leur utilisation de dessins animés et d'images publicitaires, de la simplification des images et des compositions photographiques, peuvent être considérés comme étant de tendance pop.

### Art actuel
En Espagne, l'hyperréalisme coexiste avec le pop art et l'abstraction, notamment à Madrid et à Séville. Dans la capitale, Antonio López se distingue, mais des peintres comme José Hernández, Matías Quetglas, Isabel Quintanilla (es) et Amalia Avia (es) doivent également être mentionnés. À Séville, Cristóbal Toral (es) et Eduardo Naranjo (es) se distinguent. Dans le postmodernisme espagnol, les peintures de Miquel Barceló sont importantes. Les peintures de l'Andalou Guillermo Pérez Villalta (es) sont également populaires dans une certaine mesure.
Dans les années 1980 et 1990, la peinture espagnole a vu apparaître plusieurs tendances esthétiques, parfois contradictoires, mais qui ont coexisté dans la trajectoire artistique de certains peintres, produisant une sorte de postmodernisme éloigné du souci d'unicité stylistique. Les œuvres de Juan Uslé et Antonio Murado (es) s'inscrivent dans la lignée d'une peinture abstraite au contenu lyrique, ouverte à une iconographie de signes doux et organiques. Sur un terrain pictural « néo-figuratif » lié aux images néo-pop et aux espaces proches du monde onirique surréaliste, il faut inclure les œuvres de Ángel Mateo Charris (es), Juan Ugalde (es), Mariano Carrera Blázquez (es) (dit « Dis Berlín ») et Joel Mestre (es). Une autre caractéristique de la peinture espagnole des années 1990 est la remise en question des matériaux traditionnellement picturaux, introduisant un type de peinture qui s'étend dans tout l'espace d'exposition et brouille ses frontières avec la sculpture. Les œuvres de l'artiste léonais Daniel Verbis (es) appartiennent à ce dernier courant. Le nouveau siècle voit apparaître de nouvelles abstractions comme celles Pablo Rey, la peinture poussée à l'extrême de sa propre remise en question chez des artistes comme Perejaume.